# Кам'яні баби

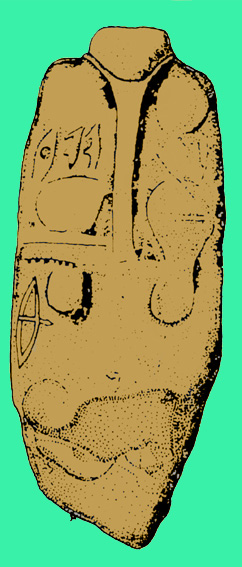
Стела епохи міді-бронзи (3-2 тис. до н. е.) із сакральними зображеннями (Сватове Луганської області)

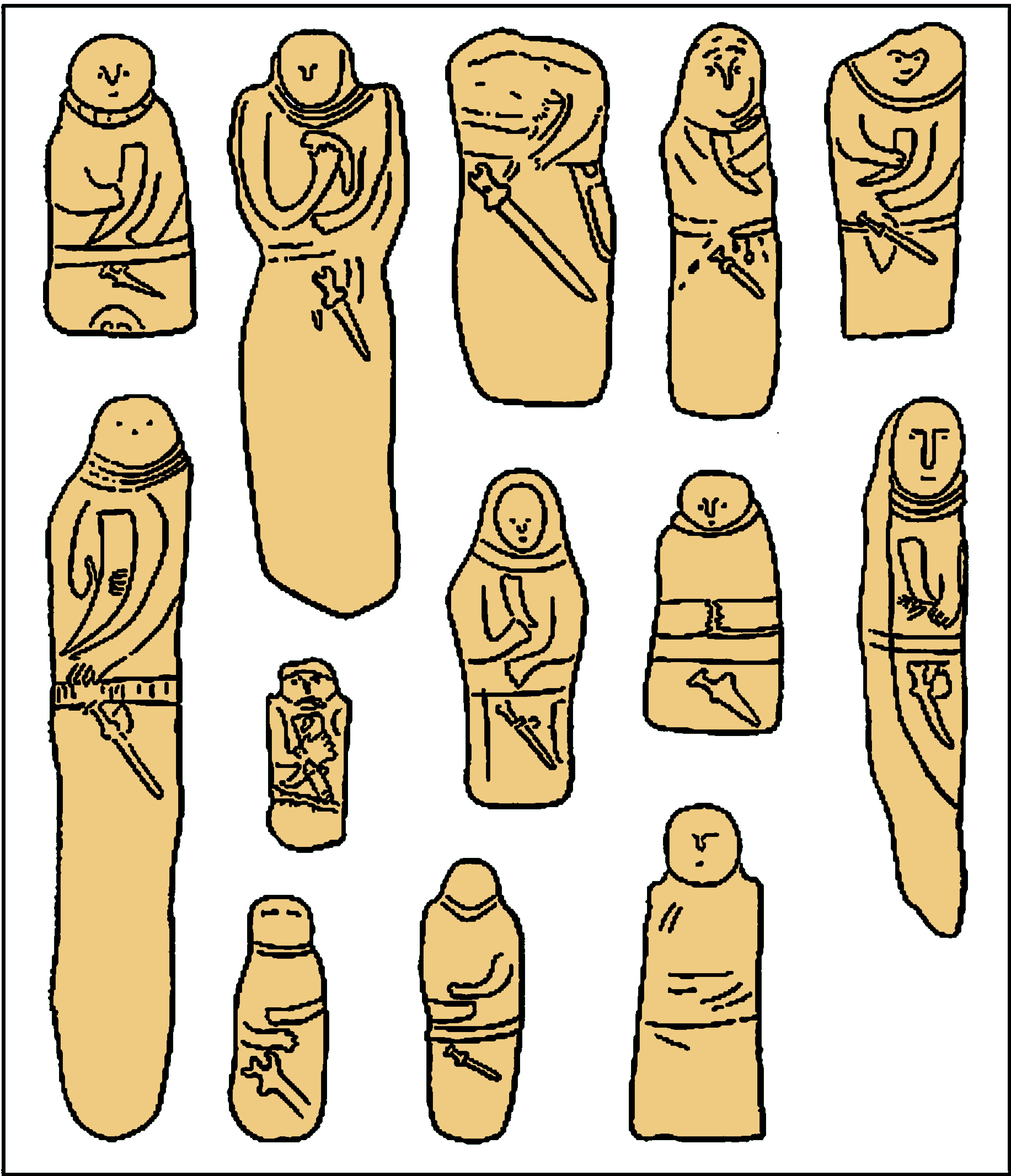
Скіфське каменерізне мистецтво

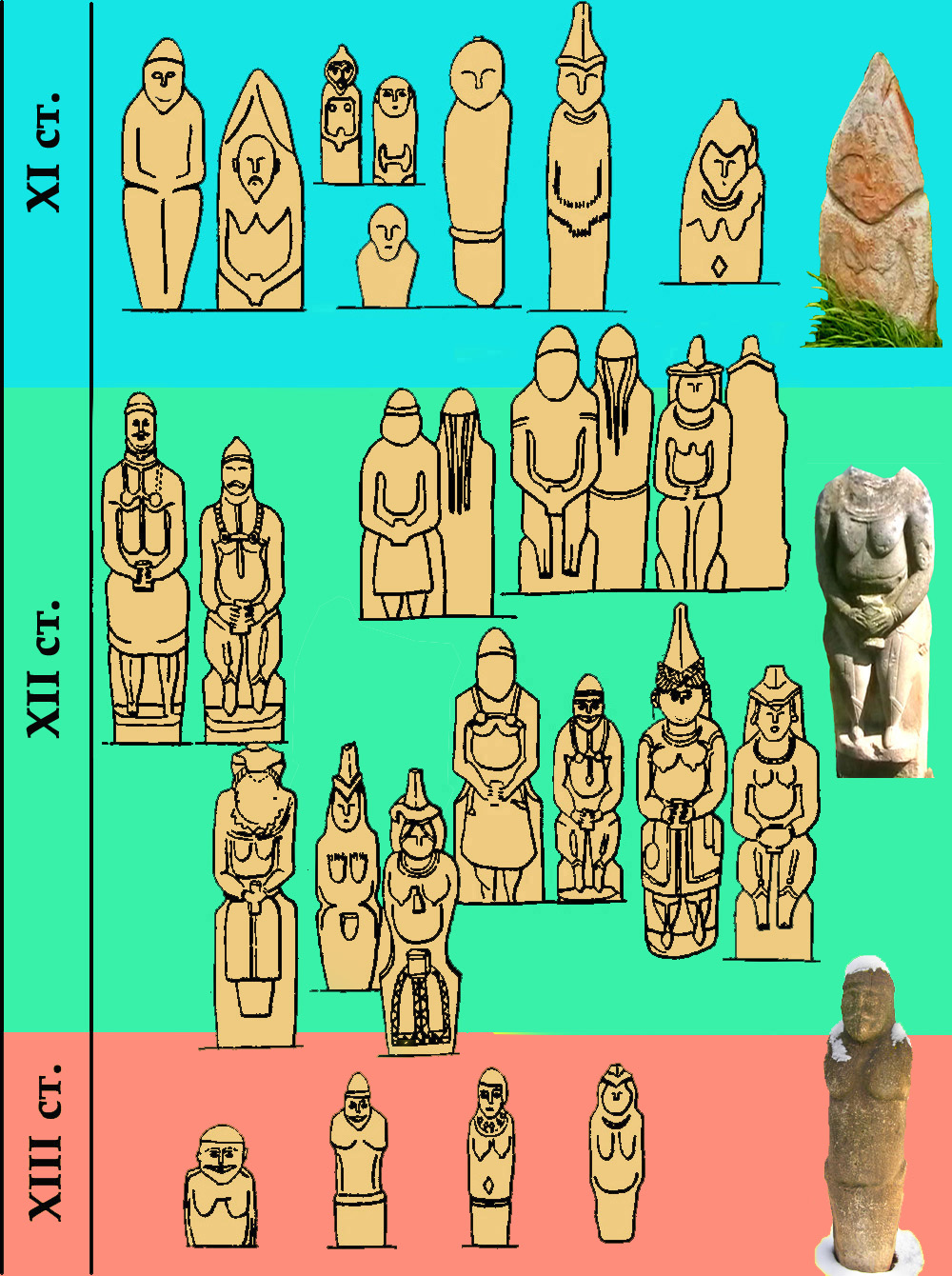
Хронологічна таблиця половецького каменерізного мистецтва XI—XIII ст.

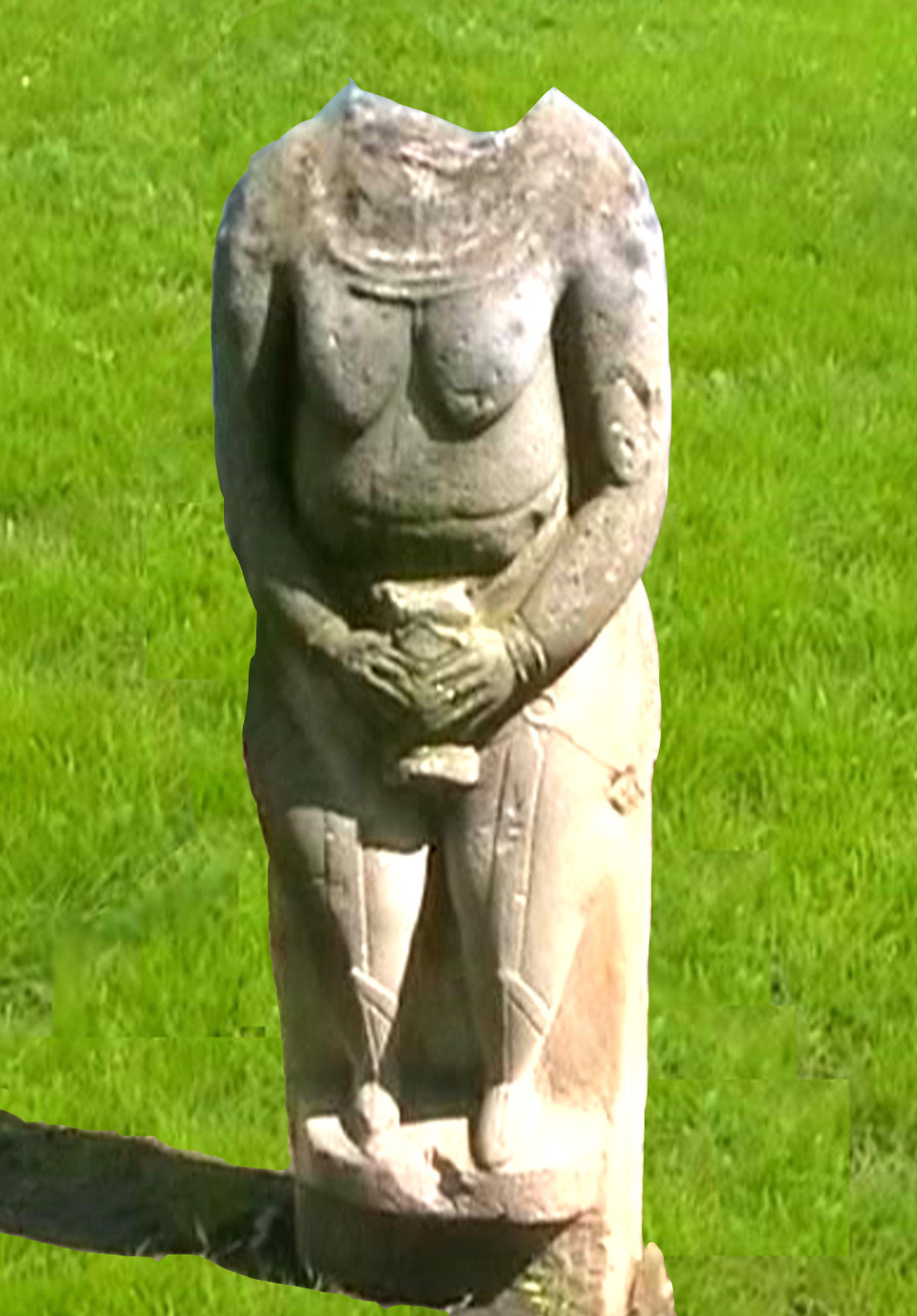
Половецька баба із чашою, Луганськ

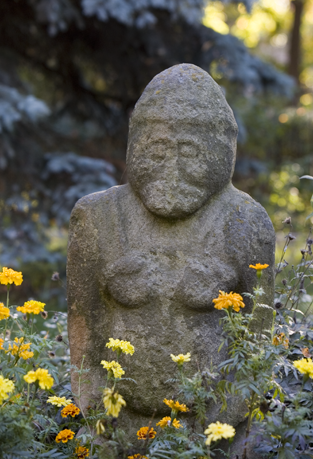
Половецька баба (Харків)

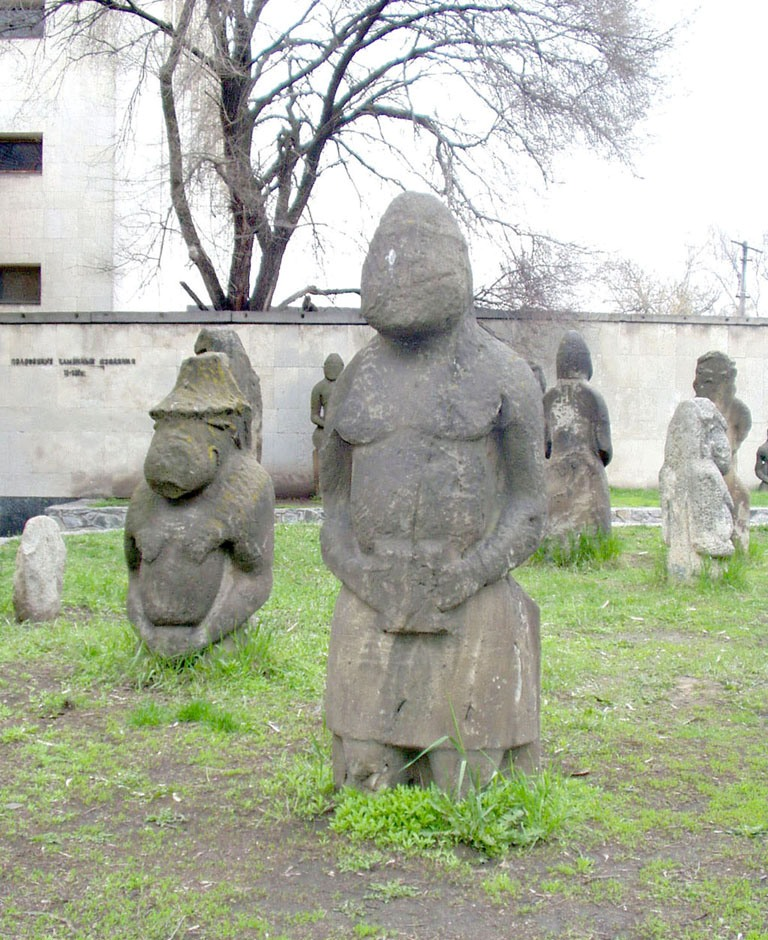
Скіфські і половецькі баби біля Історичного музею ім. Яворницького (Дніпро)

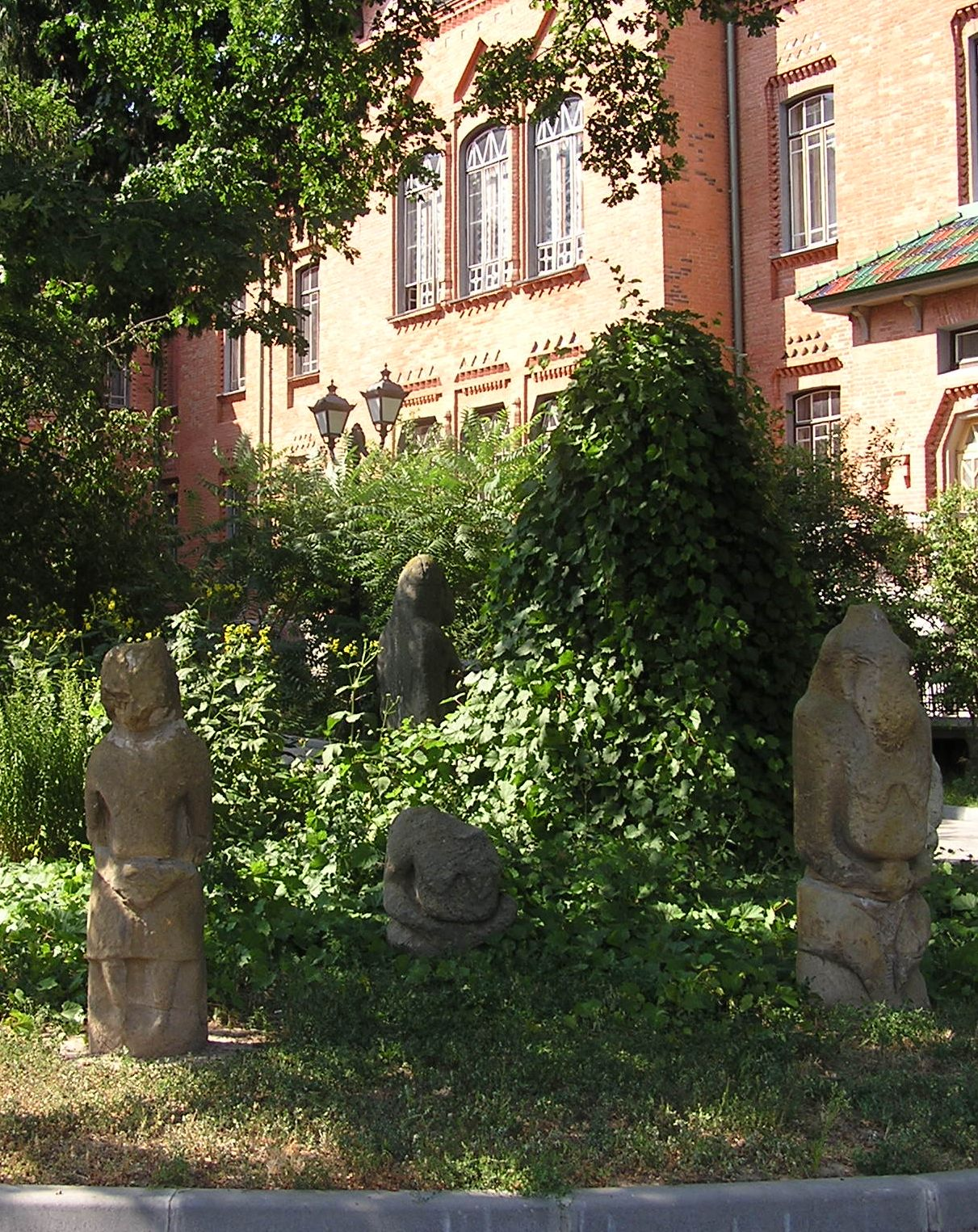
Половецькі баби у дворику Полтавського краєзнавчого музею

Кам'яні́ ба́би, бовва́ни — монументальні кам'яні скульптури давніх кочових народів, поширені в степовій смузі Європи і Азії від Монголії до Німеччини.

## Загальна характеристика кам'яних статуй
Кам'яні боввани, які розглядалися давніми людьми як ідоли-обереги, з'явилися на території Дешт-и-Кипчак (степи від Іртишу до Дунаю) у IV—II тисячолітті до н. е. Антропоморфні стели, виготовлені нащадками індоєвропейців, археологами виявлялися при дослідженні катакомбних поховань. Великі камені установлювалися на курганах.
Кам'яні статуї українського степу діляться на кілька груп:
- Антропоморфні стели бронзової доби.
- Скіфські статуї.
- Кипчацько-половецькі кам'яні баби.

## Антропоморфні стели епохиміді-бронзи
Кам'яні статуї висікали в основному нащадки індоіранців, що походили з південної Азії та жили в українських степах в період раннього металу (енеоліт — бронза 4-2 тис. до н. е.). Ними створені так звані нижньомихайлівська, кемі-обинська, ямна, катакомбна археологічні культури.
У степу між Дунаєм і Доном виявлено понад 330 стелоподібних монументальних скульптур. Значна кількість знайдена у Північному Причорномор'ї і Криму. 172 стели походять з Бузько-Інгулецького межиріччя. Масовість і різноманітність ранніх кам'яних статуй викликала в 1960-х рр. необхідність їх класифікації. З'явилися пояснення іконографічного і семантичного змісту статуй.
Залежно від форми і прийомів обробки стели поділяються на дві групи:
- стели-плити без антропоїдності;
- антропоморфні стели.

Перший тип — стели-плити без контурів голови, хоча їх поверхня оброблена. У загальній формі вони лише умовно наближаються до антропоморфності. Другий тип, антропоморфні стели виконані з плит, або стовпоподібних брил пісковика, кварциту з обов'язковим зображенням голови.
До сих пір залишається невирішеним питання про культурну приналежність антропоморфних стел. Одні вчені пов'язують їх з ямною культурою, інші — з кемі-обинською, треті — з південно-бузьким варіантом ямної культури, четверті — з ямно-катакомбним і навіть катакомбним часом, п'яті — з енеолітом нижньомихайлівських і середньостоговських пам'яток..

## Скіфські статуї
Наступну за хронологією групу статуй складають боввани, залишені скіфами — іраномовними племенами, які з'явилися в українських степах в середині 1 тис. до н. е. «Скіфськими бабами» в народі називають всі етнічно різнотипні скульптури. Цієї історичної помилки часто припускаються журналісти, вчителі й навіть деякі дослідники.
Скіфські скульптури датуються 6-3 століттям до н. е. Ареал їх розповсюдження досить значний — від Румунії до Прикавказзя. Переважно всі зображення скіфів передають бородатих чоловіків. У композиційно-художньому відношенні вони виконані примітивно. Це доволі дивно для народу, носія високохудожнього скіфського «звіриного стилю», вихованого на контактах із давньогрецьким класичним мистецтвом. Цей парадокс завжди дивував вчених:
«Скіфські статуї не порівняти з грецькою скульптурою. Цікаво тільки, що скіфи, які так багато запозичили у греків у монументальному мистецтві, виявилися мало сприйнятливі до імпульсів, що виходили від їх витонченіших сусідів. А тим часом вони відвідували грецькі поліси, бачили скульптури на площах, що передають образ людини з довершеним реалізмом. Бачили і, ймовірно, залишалися до них байдужими». 
На стелоподібних корпусах скіфських статуй зазвичай зображені три-чотири предмети: ріг, сагайдак, кинджал-меч. Ріг поміщений в правій руці на рівні грудей, сагайдак — на лівій стороні, кинджал або меч — в лівій руці на рівні поясу. Атрибути зазвичай спостерігаються і в тюркських аналогіях Сибіру, де кам'яні статуї тримають в правій руці чашу, а в лівій кинджал. Відсутність бороди і, навпаки, зображення вусів також виявляють схожість скіфських статуй з давньотюркськими. У каменерізному мистецтві Північного Причорномор'я скіфи зберегли загальні елементи південно-сибірських статуй. Проте незрозуміло чому скіфи, що мігрували до Північного Причорномор'я через Закавказзя, Передню Азію, де відвіку була відома техніка обробки каменя, не принесли з собою нових відчутних художніх віянь, як це відбулося з «звіриним стилем».
Не вирішена ще одна проблема, пов'язана із скіфською скульптурою. Дотепер відкриті та, в основному, добре вивчені тисячі скіфських поховань. Проте, враховуючи поминально-культовий характер статуй, неможливо поки пояснити, чому немає переконливих слідів установки їх над похованнями скіфів.

## Кипчацько-половецькі кам'яні баби
Половецькі статуї, що зустрічаються на величезних просторах від південно-західної Азії до південно-східної Європи, складали найважливіші елементи духовної культури художнього каменерізного мистецтва, похоронного обряду стародавніх тюрків. Половецьке каменерізне мистецтво процвітало в українських степах у 11-13 ст.
Див. також Баби половецькі

## Поширення

##### Кам'яні баби Тернопільщини
На Тернопільщині на початку 20 століття львівський археолог Антоній Шнайдер нарахував понад 30 «кам'яних баб», зокрема, у місті Бучач, містечку Золотий Потік (нині смт Бучацького району), Горішній Слобідці, Заліссі (нині села Монастириського району) та ін. Зображення «Кам'яних баб» на наш час проте не збереглися. Вціліла лише нижня частина каменю під назвою «Баба» на річці Нічлава у с. Бабинці Борщівського району.

##### Кам'яні баби Коломийщини
На Коломийщині граф Калиновський, який мав маєток у селі Великій Кам'янці, у своєму дворі встановив на постаменті язичницьку скульптуру, на якій були зображення двох богів. Дослідник Покуття К. В. Войціцький бачив цього ідола ще 1832 року і вважав, що це — зображення Лелі і Полеля. Інші дослідники, зокрема А.  Кіркор, вважали, що на скульптурі — Дажбог і Лада. Де поділася, знайдена селянами графа Калиновського скульптура, встановити не вдалося. Очевидно, що кам'яного ідола, витесаного з пісковика, знищено. Відомо тільки, що кам'янецькі люди ходили стісувати пісок з тієї скульптури для чарувань чи ліків. Не виключено, що й Велика і Мала Кам'янки дістали назви завдяки цій фігурі, до якої ходили на поклін мешканці навколишніх сіл. Можливо, що в дохристиянську добу ця скульптура стояла на Золотій горі у Джуркові, а звідти перекочувала до двору Калиновського. Два обличчя на скульптурі говорять про те, що цей праукраїнський бог нагадував римського Януса.

##### Кам'яні баби Полтавщини
Кам'яні баби на території Полтавської області належить до доби міді — бронзи (4-1 тис. до н. е.), є залишені скіфсько-сарматськими племенами (7 ст. до н. е. — 4 ст. н. е.), і половцями (6-13 ст.). Знайдені як в курганах — в насипах і самих похованнях, так і на їх поверхні. Взагалі на території Полтавщини виявлено до 10 кам'яних баб. Вивчалися у 1902 -1903 роках Л.В. Падалкою, у 70-х рр. С. А.. Плетньовою.
Біла с. Федорівки Карлівського району була знайдена у 1973 році стела кінця 3-2 тис. до н.е. так званий Федорівський ідол. Експонується у Полтавському краєзнавчому музеї. 
1971 році у зруйнованому кургані біля села Бурти Полтавського району на правому березі річки Коломак виявлена архаїчна стела ямної культури (кінця 3 початку 2 тис. до н.е.) з виділеним виступом - головою, без зображень. Втрачена. 
У 60-х роках 20 ст. у відслоненні кар'єру поблизу правого берега р. Ворскли поблизу с. Чернечий Яр Диканського району знайдено скульптуру 1 тис. н.е. висотою 18 см. Заглибленими лініями передано обличчя людини, що посміхається. Експонуєтся у Диканському історико-краєзнавчому музеї. 
Половецьки кам'яні баби 11-13 ст. зустрічаются на Полтавщині порівняно рідко, більшість з них походить з Поорілля чи Ворсклянсько-Орільського межиріччя (таких відомо 7). Пов'язані з культом мертвих, встановлювалися на вершинах курганів чи підвищень. Зображали постаті як чоловічі (шолом, захисний обладунок, зброя, пояс), так і жіночі (вишуканий головний убір, багато прикрашений одяг, тощо). 
Половецькі баби стояли на вершинах курганів біля сіл Білухівка та Федорівка Карлівського району, Шедієве Новосанжарського району, Бугаївка Полтавського району, в околицях Полтави та інших місцях. Єдина відома на території України знахідка, що являє собою лише голову половчанки (12 ст.) виявлену у 1983 р. у с.Ландарі Диканського району. Експонується в Диканському історико-краєзнавчому музеї. Переважна більшість кам'яних баб зберігаєтся в Полтавському краєзнавчому музеї. Значна частина половецьких статуй 11 - 13 ст. було привезено поміщиками з Катеринославщини та Харківщини у 18 -19 ст., які прикрашали парки маєтків, зокрема у Диканьці, Великих Будищах, Кибинцях, Яреськах.

## У фольклорі
В українських легендах поява кам'яних баб пояснювалася тим, що це були живі жінки, котрі не шанували сонце. Одного разу стало сонячно тільки ввечері, тому жінки не могли визначити час, який провели в полі. Вони стали плювати на сонце та лаяти його — через те скам'яніли та посліпли.